# Provincia de Magdalena Centro
Magdalena Centro es una provincia del departamento de Cundinamarca (Colombia). Fue creada por la Ordenanza 023 de 1 de septiembre de 1998. Está integrada por los municipios de Beltrán, Bituima, Chaguaní, Guayabal de Síquima, Pulí, San Juan de Rioseco y Vianí.

## Ubicación geográfica
La provincia está ubicada al occidente del departamento de Cundinamarca. Limita al oriente con las provincias de Tequendama y Gualivá, al sur con la Provincia del Alto Magdalena, al occidente con el departamento del Tolima y al norte con la Provincia del Bajo Magdalena.

## Organización territorial
La provincia está integrada por los siguientes siete municipios:
- Beltrán
- Bituima
- Chaguaní
- Guayabal de Síquima
- Pulí
- San Juan de Rioseco (Capital de la Provincia)
- Vianí

También hay cinco subdivisiones territoriales, conocidas como Inspecciones: 
- Cambao (San Juan de Rioseco)
- San Nicolás (San Juan de Rioseco)
- Palestina (Pulí)
- Paquiló (Beltrán)
- Puerto Chaguaní (Chaguaní).

## Galería fotográfica

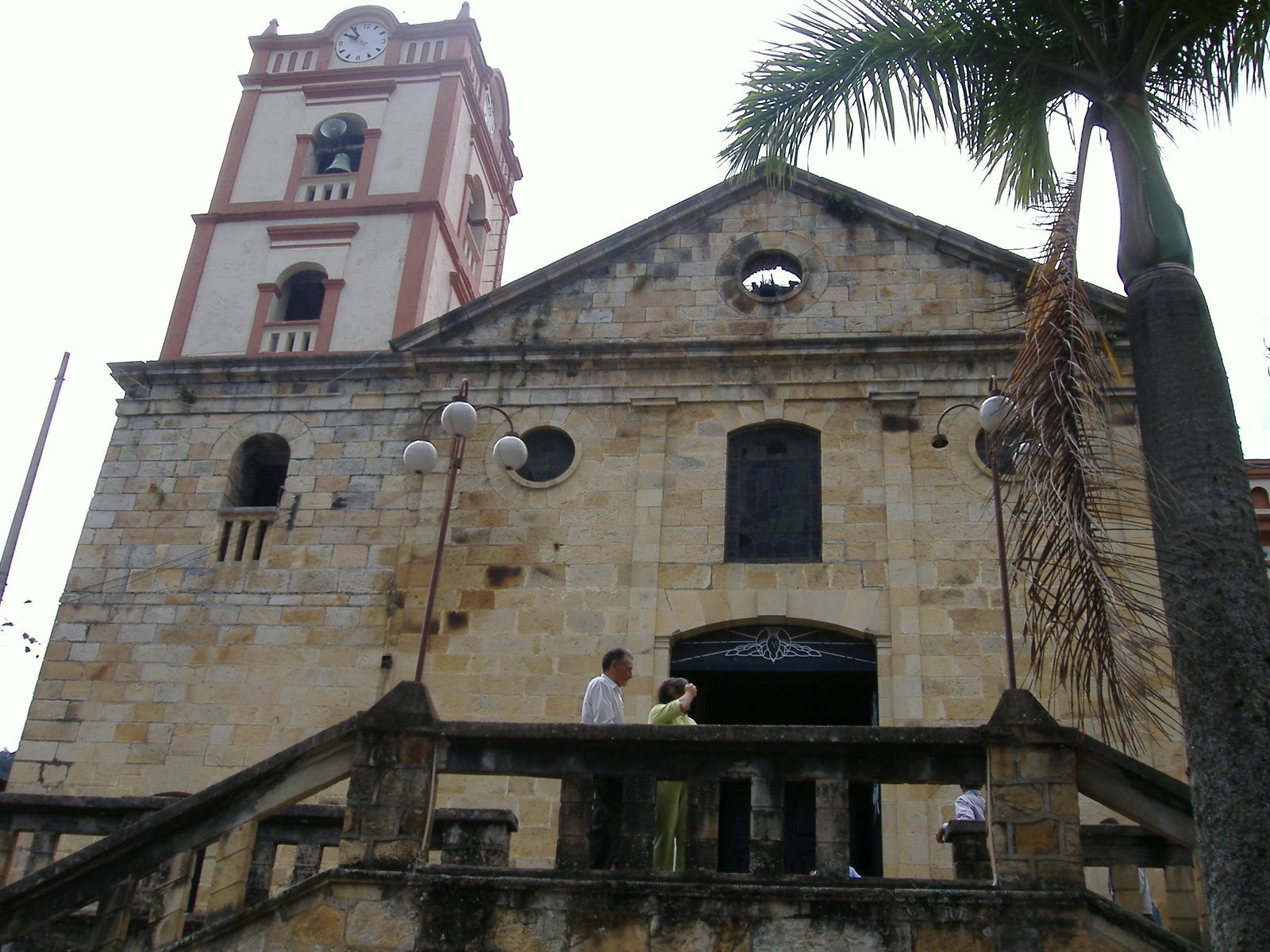
Iglesia de la Inmaculada Concepción de Guayabal de Síquima.
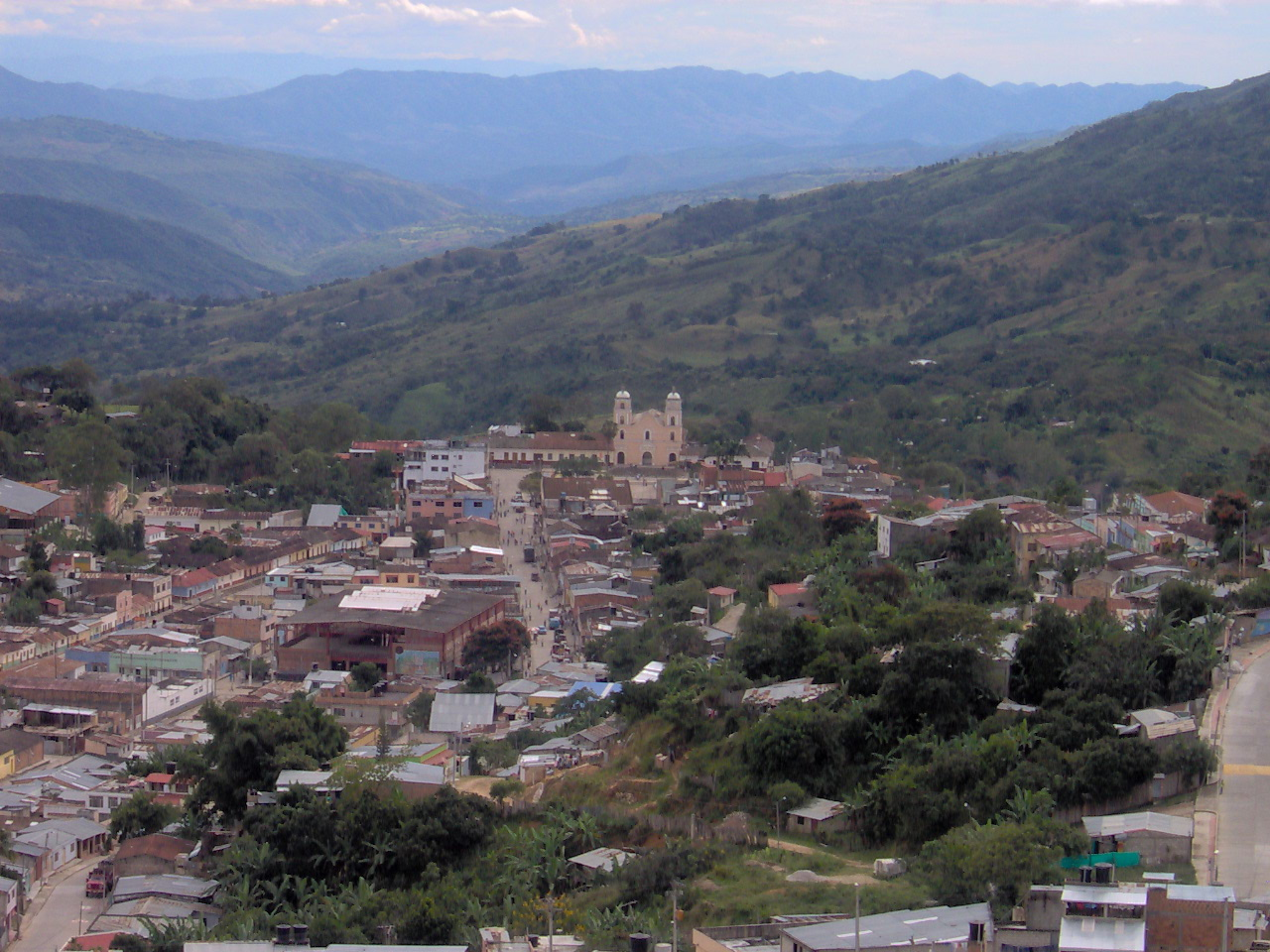
Panorámica de San Juan de Rioseco.